# Belgeard
 Belgeard  es una población y comuna francesa, en la región de Países del Loira, departamento de Mayenne, en el distrito de Mayenne y cantón de Mayenne-Est.

## Demografía
| 301 | 301 | 290 | 307 | 332 | 335 |
| Para los censos de 1962 a 1999 la población legal corresponde a la población sin duplicidades (Fuente: INSEE [Consultar]) |     |     |     |     |     |